# Emanuel Kobecki
Emanuel Kobecki (ur. 1863, zm. 1927) – działacz społeczności karaimskiej w Polsce oraz urzędnik. Sekretarz Tymczasowego Duchownego Zarządu w Trokach oraz prezes Karaimskiej Gminy Wyznaniowej w Trokach.

## Życiorys
Był synem Osipa (Józefa) Kobeckiego. Jego kuzynem i jednocześnie szwagrem był działacz karaimski Emil Kobecki. Emanuel Kobecki piastował funkcję wiceprezesa Wileńskiej Okręgowej Izby Kontroli. Po odzyskaniu przez Polskę niepodległości należał do pionierów w organizacji struktur gmin karaimskich. W ramach społeczności karaimskiej piastował funkcję sekretarza Tymczasowego Duchownego Zarządu w Trokach oraz prezesa Karaimskiej Gminy Wyznaniowej w Trokach. W 1921 roku był inicjatorem powołania Stowarzyszenia Karaimów w Wilnie, którego był także prezesem. Przyczynił się do uregulowania sytuacji prawnej karaimów między innymi opracowując projekt Statutu Karaimskiej Gminy Wyznaniowej i Tymczasowe przepisy o stosunku Rządu do Związku Religijnego Karaimskiego i o zarządzaniu sprawami duchownemi Karaimów.